# Philocoristis catachalca
Philocoristis catachalca är en fjärilsart som beskrevs av Edward Meyrick 1927. Philocoristis catachalca ingår i släktet Philocoristis och familjen signalmalar. Inga underarter finns listade i Catalogue of Life.